# Neodohrniphora similis
Neodohrniphora similis är en tvåvingeart som beskrevs av Prado 1976. Neodohrniphora similis ingår i släktet Neodohrniphora och familjen puckelflugor. Inga underarter finns listade i Catalogue of Life.